# Derivación regresiva
En etimología, la derivación regresiva es el tipo de derivación en la que una palabra primitiva se reduce mediante la supresión de afijos, reales o supuestos, para formar una palabra nueva. En el idioma español, una derivación usual de esta clase es la que permite producir sustantivos a partir de verbos, por lo general con los sufijos posverbales -e, -a u -o. Ejemplos: de cortar, corte (en contraste con cortadura); de debatir, debate; de marchar, marcha; de progresar, progreso (en contraste con progresión).
- Datos: Q989162